# Antonin Jouberti
Antonin Jouberti, pseudonyme d'Eugène Jaubertie, né à Clermont-Ferrand le 7 décembre 1859 et mort au Havre le 21 juillet 1925, est un compositeur, pianiste et chef d'orchestre français.

## Œuvres
On lui doit plus de trois cent cinquante musiques de chansons sur des textes, entre autres, de Louis Edmond Duranty, Octave Pradels, Jean de Kerlecq, Jules Jouy, Gontran Pailhès, etc.
Sa chanson Un Bal Chez Le Ministre a été reprise en 2007 dans l'anthologie Anthologie De La Chanson Française Enregistrée - Les Années 1900-1920 (EPM musique).